# Custodie unică
Custodia unică asupra copiilor sau custodia exclusivă asupra copiilor  ('la garde exclusive în franceză sau sole custody în engleză) este o formă de exercitare a autorității părintești care, istoric vorbind, a fost cea mai utilizată de către instanțele din majoritatea statelor lumii, pentru a trata situația despărțirii părinților prin divorț sau prin separarea în fapt (pentru părinții necăsătoriți). Într-un aranjament de tip custodie unică copiii sunt încredințați spre creștere și educare unuia dintre părinți (numit părinte custodian), celălalt părinte (numit părinte necustodian) având în continuare doar un drept de supraveghere cu privire măsurile de creștere și educare a copilului (situația școlară, medicală, etc.) dar neavând decât un drept pur teoretic de a se implica activ în creșterea și educarea minorilor . În România, termenul de custodie unică este perfect echivalent cu sintagma de încredințare a copilului spre creștere și educare utilizată de către judecătorii români anterior datei de 1 octombrie 2011.

### Discriminări generate de custodia unică
Până la apariția modelului de custodie comună, situația de fapt în majoritatea țărilor europene era acea că minorii erau încredințați spre creștere și educare părintelui de sex feminin, perceput ca fiind mai capabil de a crește minorii. În același timp, în majoritatea țărilor musulmane (unde drepturile femeilor în societate sunt mai reduse) custodia unică revenea majoritar părinților de sex masculin. Ambele situații au fost și sunt încă, în țările unde custodia comună nu este o realitate juridică, situații discriminatorii ce contravin Declarației Universale a Drepturilor Omului. În România situația de discriminare s-a regăsit de asemenea în jurisprudența anterioară datei de 1 octombrie 2011, instanțele naționale favorizând părintele de sex feminin în acordarea custodiei unice   . Și în prezent, în ciuda evoluțiilor sistemelor juridice spre ideea de custodie comună, procentul de familii monoparentale formate din mame locuind singure cu copii lor este majoritar

### Custodia unică în prezent
Modelul custodiei unice este considerat un model perimat de noile realități a mileniului trei. Tot mai multe state au introdus deja în legislație posibilitatea acordării custodiei comune ambilor părinți, în măsura în care aceștia trăiesc și nu reprezintă un pericol pentru proprii lor copii. Custodia unică va supraviețui totuși în paralel cu custodia comună dar în general, instanțele de judecată care se ocupă de cauze cu minori, pornesc de la prezumția de autoritate părintească comună (așanumita custodie comună) și, doar dacă aceasta nu este posibilă, acordă decizii de custodie unică în favoarea unui singur părinte. Conform Legii 272/2004, republicată 2014, Art 36 (7) "Se considera motive intemeiate pentru ca instanta sa decida ca autoritatea parinteasca sa se exercite de catre un singur parinte alcoolismul, boala psihica, dependenta de droguri a celuilalt parinte, violenta fata de copil sau fata de celalalt parinte, condamnarile pentru infractiuni de trafic de persoane, trafic de droguri, infractiuni cu privire la viata sexuala, infractiuni de violenta, precum si orice alt motiv legat de riscurile pentru copil, care ar deriva din exercitarea de catre acel parinte a autoritatii parintesti. ". Coform Art 36 (6) al acestei legi, care a fost introdus prin Legea 257/2013, "Un parinte nu poate renunta la autoritatea parinteasca, dar se poate intelege cu celalalt parinte cu privire la modalitatea de exercitare a autoritatii parintesti, in conditiile art. 506 din Codul civil." Acestă modificare legislativă a fost introdusă pentru a se consfinți principiul autorității comune ca drept al copilului, pentru a se pune capăt controverselor din doctrina și practica judiciară legate de renunțarea unui părinte la autoritate, și pentru a se preveni situații abuzive de determinare a unui părinte sa renunțe la autoritate prin constrângere, oferirea de bani, sau prin alte modalități ilicite. Astfel, autoritatea părintească exercitată de un singur părinte poate fi dispusă doar de instanța de judecată, pentru motive temeinice legate de dezvoltarea copilului.

### Custodia unică în România
Custodia unică era singurul mod în care se putea rezolva un proces de încredințare a minorilor în conformitate cu legislația anterioară datei de 1 octombrie 2011. Anterior acestei date aproximativ toate soluțiile date de instanțe în materia încredințării minorilor erau de tip custodie unică iar în 85% din cazuri custodia unică revenea părintelui de sex feminin. Începând cu 1 octombrie 2011 când au intrat în vigoare prevederile noului Cod civil, custodia comună a devenit regula de reglementare a raporturilor juridice dintre părinți și copiii lor în caz de divorț al unor părinți căsătoriți sau în caz de separare a unor părinți necăsătoriți. Există însă și cazuri excepționale, determinate de interesul superior al copilului, în care instanța de tutelă poate să decidă să implementeze un aranjament de tip custodie unică, acordând autoritate părintească doar unuia dintre cei doi părinți..